# Runaway (cântec de Janet Jackson)
„Runaway” este un cântec al interpretei americane Janet Jackson. Piesa a fost compusă de Jimmy Jam, Terry Lewis și Jackson, fiind inclusă pe primul material de tip Greatest hits al artistei, Design of a Decade. „Runaway” a devenit un hit la nivel mondial, ocupând prima poziție în Canada și locul 3 în Noua Zeelandă și S.U.A..

## Clasamente
| Clasament                       | Poziția maximă | Referință |
| ------------------------------- | -------------- | --------- |
| Australian Singles Chart        | 8              | [ 2 ]     |
| Belgium Singles Chart (Flandra) | 41             | [ 2 ]     |
| Belgium Singles Chart (Valonia) | 27             | [ 2 ]     |
| Finland Single Chart            | 8              | [ 2 ]     |
| France Single Chart             | 25             | [ 2 ]     |
| German Singles Chart            | 39             | [ 4 ]     |
| Netherlands Single Chart        | 28             | [ 2 ]     |
| New Zealand Singles Chart       | 3              | [ 2 ]     |
| Sweden Singles Chart            | 25             | [ 2 ]     |
| Swiss Singles Chart             | 24             | [ 2 ]     |
| UK Singles Chart                | 6              | [ 5 ]     |
| U.S. Billboard Hot 100          | 3              | [ 6 ]     |